# الحمراء (صنعاء)

تعديل مصدري - تعديل

الحمراء هي إحدى قرى الجمهورية اليمنية. وهي تتبع جغرافيًا لمحافظة أمانة العاصمة. وإداريًا لمديرية ضواحي الأمانة همدان. يبلغ تعداد سكانها 2798 نسمة حسب الإحصاء الذي جرى عام 2004.